# Guir
Guir (àrab كير) és una comuna rural de la província de Midelt de la regió de Drâa-Tafilalet, al Marroc. Segons el cens de 2014 tenia una població total de 4.022 persones.